# Торрегаліндо
Торрегаліндо (ісп. Torregalindo) — муніципалітет в Іспанії, у складі автономної спільноти Кастилія-і-Леон, у провінції Бургос. Населення — 143 особи (2010).
Муніципалітет розташований на відстані близько 130 км на північ від Мадрида, 85 км на південь від Бургоса.

## Демографія
Динаміка населення (INE ):